# Typhlodromus eremicus
Typhlodromus eremicus är en spindeldjursart som beskrevs av Edward A. Ueckermann 1989. Typhlodromus eremicus ingår i släktet Typhlodromus och familjen Phytoseiidae. Inga underarter finns listade i Catalogue of Life.